# Chloë Lee Constantin
Chloë Lee Constantin ist eine deutsche Synchronsprecherin und Hörspielsprecherin.

## Karriere
Als Synchronsprecherin lieh Constantin unter anderem den Zwillingsschwestern Lola und Lana Loud aus der Serie Willkommen bei den Louds und Babe Carano aus der Nickelodeon-Fernsehserie Game Shakers – Jetzt geht’s App ihre Stimme. Als Hörspielsprecherin war sie in der Reihe Minitou zu hören.

## Synchronisation
- seit 2012: Der kleine Tiger Daniel (Katharina Miezekatz)
- 2013–2015: Milli+Maunz (Milli)
- 2015–2019: Game Shakers – Jetzt geht’s App (Babe Carano)
- 2015–2017: Wir Kinder aus dem Möwenweg (als Tara)
- seit 2016: Willkommen bei den Louds (Lana Loud und Lola Loud)
- 2017–2019: Das Geheimnis der Hunters (Anika Hunter)
- 2018–2023: Hilda (Frida)
- 2018: Luis und die Aliens: (Luis)
- 2019: A Plague Tale (Melie)

## Hörbücher
- 2014: Minitou: Der große Indianer
- 2014: Minitou: Freunde für immer
- 2015: Minitou: Unvergessliche Abenteuer